# Цветан Каролев (оперен певец)
Вижте пояснителната страница за други личности с името Цветан Каролев.
Цветан Райчев Каролев е български оперен певец, баритон, заслужил артист от 1949 година.

## Биография
Цветан Каролев е роден през 1890 година в Пловдив в семейството на учителя, богослов, книжовник и действителен член на БАН Райчо Каролев и Мария Андрейчева. В годината на раждането му баща му се мести със семейството си от София в Пловдив, като и на двете места е бил учител и директор на мъжката гимназия в града. Цветан има още петима братя и две сестри.
Средното си образование завършва в София през 1909 година. На 25 ноември 1910 година прави дебюта си на сцената на Българската оперна дружба с изпълнение на ролята на разбойника в операта „Сиромахкиня“. Успоредно с това и учи оперно пеене при оперния певец и вокален педагог Иван Вулпе.
От 1915 до 1917 година Каролев специализира при Ф. Щайнер във Виена, а от 1917 до 1919 година – в Берлин. След завръщането си в България през 1919 година продължава изявите си в Българската оперна дружба. Активната му певческа кариера трае до 1937 година, като междувременно изнася оперни постановки в театрите във Виена (1932, 1933), Будапеща (1933), Берлин (1935) и Загреб (1937). От 1938 до 1953 година работи като инспектор в Софийската народна опера.
Гласът на Каролев се е характеризирал със сила и звучност и е бил особено подходящ за драматични арии. Той прави над 45 оперни роли, някои от които за първи път в България. Измежду тях са:
- 1910 – Разбойник („Сиромахкиня“ от Емануил Манолов),
- 1911 – Кондофрей („Борислав“ от Георги Атанасов),
- 1911 – Дели Омер („Тахирбеговица“ от Димитър Хаджигеоргиев),
- 1911 – Халит ага („Камен и Цена“ от Иванов-Кауцки),
- 1912 – Ескамилио („Кармен“ от Бизе),
- 1913 – Валентин („Фауст“ от Гуно),
- 1914 – Граф ди Луна („Трубадур“ от Верди),
- 1911 – Тахирбег („Тахирбеговица“ от Д. Хаджигеоргиев),
- 1919 – Жермон („Травиата“ от Верди),
- 1919 – Борислав („Борислав“ от Г. Атанасов),
- 1920 – Риголето („Риголето“ от Верди),
- 1922 – Яго („Отело“ от Верди),
- 1922 – Княз Игор („Княз Игор“ от Бородин),
- 1923 – Грязной („Царска годеница“ от Римски-Корсаков),
- 1929 – Иван Владимир („Косара“ от Г. Атанасов),
- 1930 – Холандецът („Летящия холандец“ от Вагнер),
- 1931 – Крали Марко („Крали Марко“ от Кавалжиев),
- 1932 – Петър („Иванко“ от Князев).[2]

През 1949 година получава званието „заслужил артист“, а през 1959 година – орден „Червено знаме на труда“.